# Centro espositivo internazionale
Il Centro espositivo internazionale, o Centro esposizioni internazionali (in ucraino Міжнародний виставковий центр?, Mižnarodnyj vystavkovyj centr; in inglese International Exhibition Centre), è il più grande centro congressi dell'Ucraina.

## Storia
Situato nel quartiere di Livoberežna, fu inaugurato nell'ottobre del 2002 e il direttore del centro sin dalla sua costruzione è Anatolij Tkačenko. È stato progettato dall'architetto ucraino, di origine ungherese, Janoš Janoševyč Vih.
Il centro combina in un unico insieme architettonico tre padiglioni con un'area complessiva di 58.000 m². Il complesso ha una sala congressi e quattordici sale conferenze con una capacità da 60 a 900 posti, oltre ad altre sale convegni, depositi oggetti, bar e ristoranti.
Ha ospitato l'Eurovision Song Contest 2017, tenutosi dal 9 al 13 maggio 2017.